# Guilty Gear Isuka
Guilty Gear Isuka (ギルティギア 鶍, Giruti Gia Isuka) é um jogo da série Guilty Gear. Ao contrário dos jogos anteriores da série, Isuka permite lutas de até 4 jogadores ao mesmo tempo, e é exclusivamente programado para o uso no torneio. Ele é o primeiro jogo Guilty Gear a incluir A.B.A.. Uma versão do jogo foi lançada no EUA, distribuído pela SEGA, como também na Europa, distribuído pela ZOO Publishing.

## Desenvolvimento
Um novo modo de jogo foi introduzido, o Guilty Gear (GG) Boost Mode. É um modo que conta a história de uma aventura paralela à principal, bem como o modo "Force" de Tekken 3. Outro modo implementado é o "Robo-Ky II Factory". Nele o jogador pode personalizar o seu próprio Robo-Ky II e jogar pelo modo "Boost" para obter pontos que servem para trocar por novas técnicas, incluindo algumas que foram removidas devido às regras do torneio.
Os golpes "Instant Kill" (de morte súbita; "morte instantânea"), também conhecidos por "One Hit Kill" ("morte de um único golpe") ou "Destroy" ("destruir"), foram removidos da lista dos personagens em Isuka, e o golpe "Gamma Ray Overdrive" de Dizzy também foi removido de sua lista de golpes, já que ele pode ser considerado um golpe de mesmo tipo.